# Davanger
Davanger är en tätort i Askøy kommun i Vestland fylke i västra Norge. Orten ligger vid fylkesväg 5262, vid sidan av fylkesväg 562 på den västra delen av ön Askøy.